# Perfecto Artola Prats
Perfecto Artola Prats (Benasal, 30 de diciembre de 1904- Málaga, 23 de octubre de 1992) fue un músico y compositor español.

## Biografía

### Formación
Artola Prats vivió en Benasal hasta 1923. Con 19 años se trasladó a Barcelona para entrar en el ejército, uniéndose a la Banda del Regimiento Infantería Badajoz n.º 73 de Barcelona. Allí estudió en la escuela municipal de música de Barcelona con los profesores Lluís Millet (entrenamiento auditivo y teoría de la música), Josep Nori (clarinete) y Julián Palanca Masiá (armonía), demostrando allí buenas aptitudes creativas como lo prueba su primera producción La marcha Fuente en Segures (1927), inmediatamente grabada en disco, a la que seguirían otras de la índole, entre las que destaca su celebérrimo pasodoble Gloria al Pueblo (1932). Se formó en el Real Conservatorio Superior de Música de Madrid con Emilio Vega (contrapunto, fuga y la transcripción). En 1933 y 1934 estudió en el Conservatorio Superior de Córdoba, finalizando sus estudios superiores en Sevilla, en 1945.Sin descuidar perfeccionar la transcripción, instrumentación y conocimiento de la gran banda con Manuel López Varela, director de la banda municipal de Madrid. 

### Carrera musical
En 1931 ingresó como clarinetista en la Banda Municipal de Málaga, convirtiéndose en su director en 1945 a la que confiere calidad, empaque y categoría en los programas, consiguiendo una plantilla suficiente y ser el principal artífice de su consolidación. Hasta su jubilación en 1979. Entre 1946 y 1979 fue profesor de solfeo de viento y madera en la Escuela Municipal de Música de Málaga y profesor de clarinete en el Conservatorio Superior de Música de Málaga entre los años 1948 y 1976. En 1975 fue cofundador de la "Banda Juvenil de los Colegios Miraflores de los Ángeles y Gibraljaire de Málaga".
Compuso más de 500 obras para banda, orquesta, piano, coro. Son reconocidas sus marchas procesionales, referentes de la música procesional malagueña.
Fue buen conocedor del folklore musical de su tierra y malagueño, lo incorpora frecuentemente a sus composiciones consiguiendo bellísimas páginas descriptivas llenas de inspiración y colorido, incluso reunidos en recopilaciones como Málaga Canta (1948) y en el inédito Cancionero Popular de Benassal (1949) .
Fue el padre del también compositor Desiderio Artola.

## Obras
Marchas de Semana Santa
- La Esperanza (1941)
- Nuestro Padre Jesús del Paso (1941)
- Llanto y Dolor (1956)
- Semana Santa en Málaga (Poema Sinfónico) (1958)
- Credo del Mutilado (1962)
- Merced (ca. 1976)
- Cristo de la Humildad (ca. 1976)
- Hacia el Calvario (ca. 1976)
- Presentación al Pueblo (ca. 1976)
- Plegaria a Nuestro Padre Jesús del Rescate (1983)
- Virgen del Mayor Dolor (1983)
- Virgen de Gracia (1984)
- Nazarenos del Rescate (1985)
- Himno a Jesús del Prendimiento (1985)
- Coronación de la Virgen de los Dolores (1986)
- Jesús de la Pasión (1986)
- Jesús del Rescate (1986)
- Virgen del Amparo (1987)* Pregón del Rescate (1988)
- Juventud Cofrade (1988)
- Santo Grial (1988)
- Virgen de la Piedad (1988)
- Himno de Coronación de la Virgen de la Esperanza (1988)
- Virgen del Carmen" (de Salteras) (1988)
- Virgen del Rosario (1989)
- Sentencia (1989)
- Soledad (1989)
- Concepción (1989)
- Cristo de las Penas (1989)
- Nazareno de la Salutación (1989)
- Virgen de la Trinidad (1989)
- Virgen de la Alegría (1990)
- Vera+Cruz y Lágrimas (1990)
- Ánimas de Ciegos (1990)
- Fusionadas de San Juan (1990)
- Expiración (1991)
- Virgen de los Dolores (1991)
- Misericordia acabada por su hijo, Desiderio Artola Tena (1992)
- Marcha Fúnebre nº1 (s/f)
- Santa Teresa (s/f)
- Quart Sentenari (1989)

Pasodobles
- San Mateo (s/f)